# Ŋ
Cette page contient des caractères spéciaux ou non latins. S’ils s’affichent mal (▯, ?, etc.), consultez la page d’aide Unicode.
Pour les articles homonymes, voir ENG.
La lettre eng est une lettre supplémentaire de l’alphabet latin utilisée dans certains alphabets dérivés de l’alphabet latin : l’alphabet international africain et l’alphabet international de Niamey et d’autres alphabets standardisés utilisés pour de nombreuses langues en Afrique, les alphabets de plusieurs langues sames, l’écriture de plusieurs langues d’Australie, de Papouasie-Nouvelle-Guinée ou d’Asie du Sud-Est, quelques langues d’Amérique du Nord et plusieurs transcriptions phonétiques comme l’alphabet phonétique international.

## Utilisation
Elle est utilisée dans l’écriture dans plus d’une centaine de langues, dont :
- langues aborigènes d’Australie : langues yolngu ;
- langues amérindiennes : huaorani, klallam, lakota, miwok, mixtèque (alphabet unifié), o’odham, pame central, tlapanèque, zoque de Copainalá, zoque de Rayón ;
- langues austronésiennes : adzera, bukawa, maisin, yabem ;
- langues austro-asiatiques : tonga ;
- langues chamito-sémitiques : bade, baraïn, dime, guiziga du Sud, mada, masa, mofu-gudur, mousgoum, ouldémé, psikye, saba, touareg ;
- langues créoles : créole de Guinée-Bissau ;
- langues eskimo-aléoutes : inupiak ;
- langues khoïsan : juǀʼhoan;
- langues nilo-sahariennes : acholi, alur, anuak, anufo, aringa, avokaya, bari, barma, chumburung, dendi, dinka, dongotono, four, gumuz, kakwa, karamojong, kuku, kwama, lango, lopit, maa, mabaan, mandari, mangbetu, masalit, moru, murle, ngyepu, nuer, reel, songhaï, tedaga, teso, uduk, zarma ;
- langues nigéro-congolaises : adangme, adele, adioukrou, aja-gbe, akoose, anii, avatime, awing, bafanji, bafaw-balong, bafia, bafut, bakaka, bakoko, balante, bambara, bamoun, bassa, bassari, beembe bemba, bissa, bédik, bozo, bulu, cebaara, cerma, chichewa, chitonga, chitumbuka, chumburung, dagbani, dagaare, degha, dioula, diola, diola-fogny, dii, ditammari, douala, dogon, dzùùngo, ɗuwai, ewe, ewondo, efik, foodo, ga, gen, ghomala’, godié, gonja, gulmancema, gurenne, gwere, hanga, heiban, ibibio, idoma, ik, ikposso, isangu, kabiyé, kako, karaboro, karang, karone, kassem, kemedzung, khana, kissi, koalib, kom, konni, konkomba, koonzime, kpèllé, krache, kusaal, lama, lamba, lamnso', latege, lijili, limba, limbum, loko, lokpa, luganda, lunda, lunyole, lusoga, mambay, mamprusi, mancagne, mandingue, mandinka, manjak, mbembe tigon, mbule, medumba, miyobé, moba, moro, moundang, nafaanra, nawdm, ngiemboon, ngomba, noon, ntcham, ntrubo, nufi, oroko, otoro, paasaal, peul, pinyin, puguli, rubasa, saafi, safaliba, sari, saxwe, sérère, sisaala, sisaala tumulung, sisaali, soninké, supyiré, swo, syenara, takai, tampulma, tarok, tchourama, tem, temne, toupouri, toura, vagla, waama, waci, wamey, wolof, yabassi, yamba, yom et anciennement en ndau ;
- langues océaniennes : mbula ;
- langues ouraliennes : same d’Inari, same de Lule, same de Skolt, same du Nord et anciennement en selkoupe ;
- langues papoues : anjam, ankave, akukem, bine, burum, gwahatike, kâte, komba, maisin, ono, selepet, siroi ;
- langues tai-kadai : anciennement en zhuang.

## Linguistique

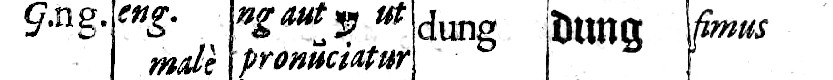
Eng dans Logonomia anglica, 1621, d’Alexander Gill.
Lettres additionnelles de Benjamin Franklin avec une lettre eng bouclée au xviiie siècle.
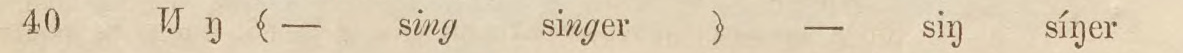
Description de la lettre eng par Ellis en 1848, en anglais écrit avec l’alphabet phonotypique.

Le graphème ‹ ŋ › apparait dans les manuscripts islandais du XIIIe siècle comme allographe du ‹ n › en fin de mot.
Selon Adolf Noreen, certains manuscrits vieux-norrois du Moyen Âge utilisent le ƞ, ŋ ou q pour représenter la consonne nasale vélaire voisée [ŋ] au lieu de n devant g ou k,.
Le graphème comme lettre à part entière semble avoir été inventé par Alexander Gill l'Aîné, enseignant anglais, qui l'aurait créé en 1619 pour des raisons didactiques, et sa forme majuscule est basée sur un G cursif avec une hampe descendante crochetée alors que sa minuscule est encore un digramme ‹ ng ›. Il a aussi été utilisé dans l’alphabet de Benjamin Franklin au XVIIIe siècle avec une minuscule en forme de n avec crochet. Il a plus tard été repris dans l’alphabet phonotypique et ensuite dans l'alphabet phonétique international afin de représenter la même consonne occlusive nasale vélaire voisée : [ŋ], comme dans l'anglais sing [sɪŋ] « chanter ». Son équivalent en SAMPA est N.

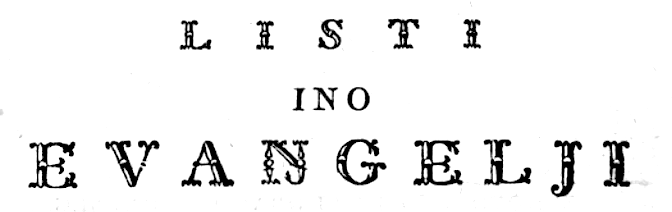
Ŋ majuscule dans le titre de Listi ino Evaŋgelji, publié en slovène en 1826 par Peter Dajnko.
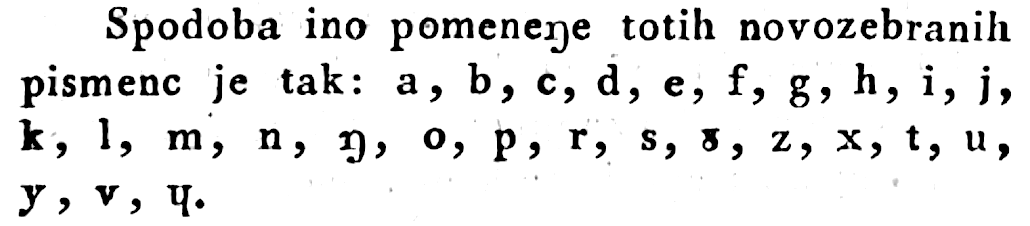
Présentation de l’alphabet slovène avec ŋ dans Dajnko 1826.

Le ŋ a aussi été utilisé dans l’alphabet slovène de Dajnko du xixe siècle, notamment dans Listi ino Evaŋgelji, publié en 1826 par Peter Dajnko. Une lettre similaire, un n avec un crochet, est aussi utilisée dans l’alphabet de Metelko pour la consonne nasale palatale voisée [ɲ].
La lettre est aussi utilisée dans plusieurs langues sames (same de Kildin et same de Ter dans les années 1930, actuellement en same d’Inari, same de Lule, same du Nord, same de Pite, same d’Ume et same skolt) et, empruntée à l’API, la lettre est aussi utilisée  dans l'écriture de langues qui utilisent la consonne occlusive nasale vélaire voisée [ŋ], essentiellement en Afrique et en Océanie, par exemple via l’Alphabet international africain.

## Variantes et formes

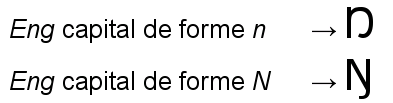
Forme de la capitale en n et en N

Sa capitale s'écrit comme la minuscule dans un format plus grand ou comme un N majuscule à hampe descendante. Ainsi, la forme n est préférée pour beaucoup d’orthographes de langues africaines à écriture latine tandis que c'est la forme N qui prédomine pour les langues sames.
La minuscule est toujours ŋ mais a connu des variantes.
| Majuscule | Minuscule | Description |
| --------- | --------- | --- |
|           |           | Formes courantes de Ŋ et ŋ, ici avec les polices Helvetica et Times New Roman                                                                                       |
|           |           | Formes de Ŋ et ŋ, courantes dans les langues sames ou en inupiaq. L’alphabet phonétique américaniste de 1916 utilise notamment cette forme pour la petite capitale. |
|           |           | Formes de Ŋ et ŋ, courantes dans les langues africaines ou les langues amérindiennes.                                                                               |
|           |           | |
|           |           | Formes plus rares de Ŋ et ŋ. |
|           |           | Formes de Ŋ et ŋ, parfois utilisées, notamment dans l’Alphabet phonotypique ou dans des ouvrages gamilaraay de William Ridley au XIXe siècle.                       |
|           |           | Formes plus rares de Ŋ et ŋ. |
|           |           | Forme de la minuscule rappelant un g à double boucle utilisée dans Ethnography and Philology de Horatio Hale (en) publié en 1846.                                   |

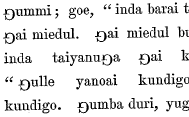
Texte en gamilaraay de William Ridley publié en 1856, utilisant un G majuscule culbuté pour représenter le ŋ.
Ŋ dans un ouvrage gamilaraay de William Ridley publié en 1875.
Ŋ dans le même ouvrage gamilaraay de William Ridley publié en 1875.
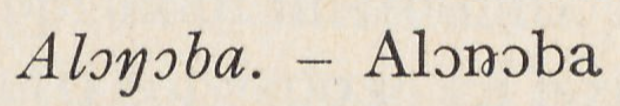
Le ꬻ en romain et le ŋ en italique pour le même symbole phonétique dans un article de la revue Anthropos de 1962.
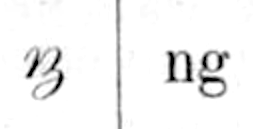
Une variante du symbole phonétique ŋ et le digramme ng dans un ouvrage de prononciation néerlandaise de 1896.

## Représentation informatique
La lettre eng est représentée dans le codage Unicode par U+014A pour la capitale et U+014B pour la minuscule. Unicode ne s'attachant normalement pas aux œils des caractères, on ne distingue pas le tracé des capitales.
| formes    | représentations | chaînes de caractères | points de code | descriptions                      |
| --------- | --------------- | --------------------- | -------------- | --------------------------------- |
| capitale  | Ŋ               | Ŋ                     | U+014A         | lettre majuscule latine eng       |
| minuscule | ŋ               | ŋ                     | U+014B         | lettre minuscule latine eng       |
| exposant  | ᵑ               | ᵑ                     | U+1D51         | lettre modificative minuscule eng |

Des caractères codés pour représenter Ŋ et ŋ sont aussi présents dans les codages suivant
| Codage            | Ŋ    | ŋ    |
| ----------------- | ---- | ---- |
| ECMA-94           | 0xBD | 0xBF |
| ISO/CEI 8859-4    | 0xBD | 0xBF |
| ISO 5426-2        | 0x64 | 0x74 |
| ISO 6438          | 0xC7 | 0xD7 |
| ITU T.61 (en)     | 0xEE | 0xFE |
| Windows-1270 (en) | 0xB8 | 0xB9 |
| Mac OS Sámi (en)  | 0xB1 | 0xBA |
| EBCDIC 1069       | 0xB8 | 0xAB |
| EBCDIC 1113       | 0xB6 | 0xB7 |